# Bosc temperat de coníferes

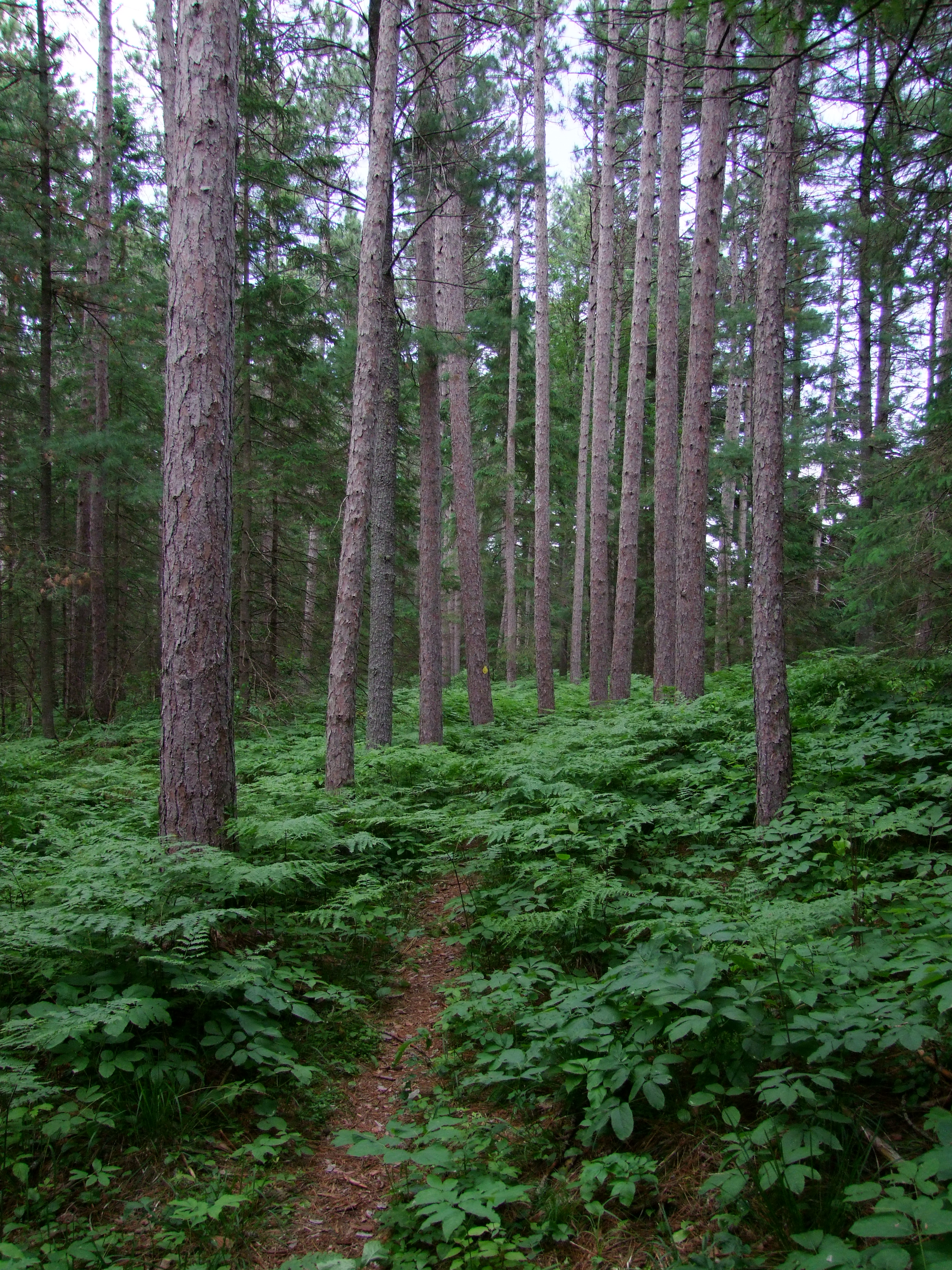
Un bosc temperat de coníferes a Petroglyphs Provincial Park, Ontario, Canadà.

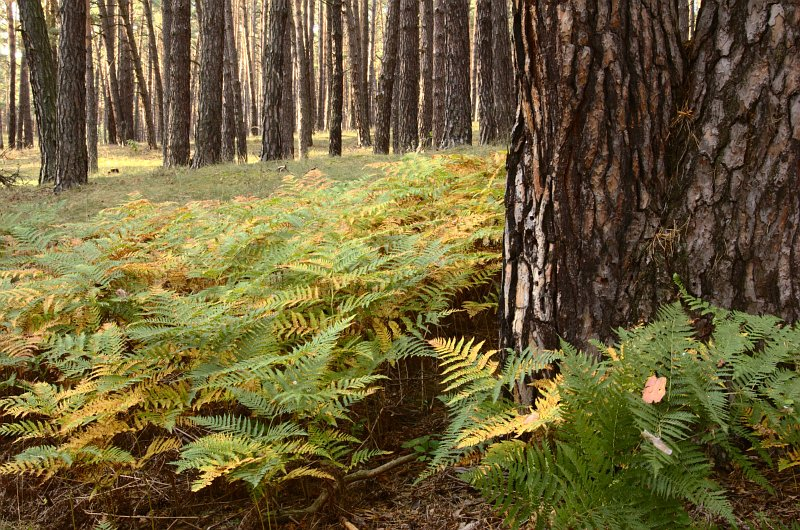
Carpats d'Eslovàquia

El bosc temperat de coníferes és un bioma terrestre que inclou zones com els boscos plujosos temperats de la província de Valdivia de Xile, els boscos plujosos de Nova Zelanda i Tasmània, oest d'Amèrica del Nord, nord-oest d'Europa i Islàndia i algunes zones de Noruega), sud del Japó, i est de la zona del Mar negre i la mar Càspia de Turquia i Geòrgia al nord de l'Iran. Les condicions molt humides donen lloc a molses i arbres molt grossos com la sequoia gegant (Sequoiadendron giganteum), Sequoia sempervirens, Pseudotsuga menziesii, Picea sitchensis,Fitzroya cupressoides i Kauri (Agathis australis). Aquests boscos són bastant rars i es donen només en petites zones d'Amèrica del nord, sud-oest d'Amèrica del Sud i nord de Nova Zelanda. Els Klamath-Siskiyou forests del nord-oest de Califòrnia i sud-oest d'Oregon tenen gran biodiversitat amb espècies endèmiques.